# Day of Defeat
Pour les articles homonymes, voir DOD.
Day of Defeat (DoD) est un jeu vidéo dérivé de la partie multijoueurs du jeu Half-Life, sorti en 2001. À l'instar de  Counter-Strike, c'est un jeu de tir à la première personne, réunissant des participants connectés à un même réseau, qu'il soit local ou qu'il s'agisse d'Internet.
Il a été développé à l'origine par des bénévoles jusqu'à sa version beta 3.1, puis repris par Valve (l'éditeur d'Half-Life) en version 1.0. Une version commerciale en sort en juin 2003, elle est éditée par Activision.
En septembre 2005, Valve sort une nouvelle version pour Half-Life 2: Day of Defeat: Source.

## Système de jeu
L'action se situe durant la Seconde Guerre mondiale et met en scène les combats du front d'Europe occidentale opposant les Allemands aux Américains (ou occasionnellement aux Britanniques).
Deux équipes: les Alliés et l'Axe, composées d'une dizaine de joueurs ou moins, se combattent pour la conquête de l'espace de jeu (la « carte » ou la « map » dans le jargon). Compte tenu du thème, le terme « nazi » n'est jamais employé et est « remplacé » par le terme « Axe ».
Cette conquête est matérialisée par des drapeaux implantés aux endroits stratégiques de la carte, qu'il faut s'approprier en y restant à un ou plusieurs joueurs d'une même équipe pendant quelques secondes. L'équipe gagnante est celle qui remporte tous les drapeaux, ou qui totalise le maximum de points à la fin du temps de jeu. Les points sont attribués au prorata du nombre de drapeaux tenus à la fin d'un tour (fraction du temps de jeu).
Les tours permettent également de lancer une nouvelle vague d'assaut composée de tous les joueurs tués au tour précédent. La vague part d'un point de départ prédéfini (« respawn point »).
Les joueurs peuvent choisir une classe de personnages, qui détermine leur armement. Le joueur n'a pas besoin d'acheter son équipement, mais le nombre de personnages d'une même classe est limité par un quota (sauf pour l'infanterie de base).
Ce jeu est la modification d'Half-Life la plus prisée sur Internet, après Counter-Strike. À l'instar de ce dernier, Day of Defeat limite les temps morts, pendant lesquels un joueur tué doit attendre la fin du jeu (système de réapparition par tour). Le but du jeu étant la conquête et la conservation des drapeaux, les qualités individuelles priment moins : un seul joueur ne peut faire la différence. Le jeu en équipe organisée est privilégié.
La communauté des bénévoles a notamment contribué au succès de ce jeu par un grand nombre de cartes.
Un championnat national est organisé[réf. nécessaire], le principe est simple. Avoir le plus de points possible à la fin du match. Celui-ci se déroule en quatre manches sur deux maps ou cartes différentes. Chaque équipe choisit alors Alliés ou Axe (Axis) puis alterne à la fin de chaque manche de 15 minutes.

## Historique des versions
WON
- V 1.0b - 12 janvier 2001
- V 1.1b - 14 février 2001
- V 1.2b - 5 avril 2001
- V 1.3b - 1er juillet 2001
- V 2.0 - 13 octobre 2001
- V 2.1b - 10 mai 2002
- V 3.0 - 11 juillet 2002
- V 3.1b - 8 août 2002
- V 1.0 - 1er mai 2003

STEAM
- V 1.1 - 14 novembre 2003
- V 1.2 - 19 mai 2004
- V 1.3 - 4 juillet 2004

## eSport
Depuis sa sortie en 2001, Day of Defeat a connu beaucoup de compétitions eSport sur Internet et en LAN. L'ESL et ClanBase, par exemple, proposent régulièrement des tournois online tant au niveau européen que français.
La communauté de ce jeu a eu une grande difficulté à s'adapter aux nouvelles versions, soit par nostalgie, soit à cause de changements jugés au premier abord trop importants. Notamment au niveau de la localisation des dégâts, demandant beaucoup plus de précision sur les versions "source" de Counter Strike et Day of Defeat et imposant ainsi à nombre de joueurs un changement radical de leurs habitudes de jeu.
À la sortie de DoD:Source les équipes habituées au gameplay de l'ancienne version (basée sur le moteur du jeu Half-life premier du nom) ont eu beaucoup de mal à passer sur la nouvelle (basée sur le moteur du jeu Half-Life 2).[réf. nécessaire]

## Accueil
- Jeux Vidéo Magazine : 12/20 (ver. 2003)[1]
- Jeuxvideo.com : 17/20 (ver. 2003)[2]